# Damián Blaum
Damián Blaum (Buenos Aires, Argentina, 11 de juny de 1981) és un nedador olímpic argentí d'aigües obertes. Està casat amb la nedadora sabadellenca de llargues distàncies Esther Núñez, amb la qual viuen mig any a l'Argentina i sis mesos a Sabadell. Blaum va nedar per Argentina als Jocs Olímpics de Pequín el 2008  i va acabar 21è en la categoria masculina. És jueu.